# آيت قسو (عين جوهرة)
آيت قسو هي إحدى مشيخات المملكة المغربية، تتبع جغرافيا لإقليم الخميسات وإداريًا لعين جوهرة. يقدر عدد سكانها بـ 10594 نسمة حسب الإحصاء الرسمي للسكان والسكنى لسنة 2004.